# Ragnar Olson
Pour les articles homonymes, voir Olson.
Ragnar Olson, né le 10 août 1880 à Kristianstad et mort le 10 juillet 1955 à Bromma, est un cavalier suédois de dressage.
Il est médaillé d'argent en dressage par équipe et médaillé de bronze en dressage individuel  aux Jeux olympiques d'été de 1928 à Amsterdam.